# Lidija Iwanowna Sawitsch-Ljubizkaja
Lidija Iwanowna Sawitsch-Ljubizkaja (russisch Лидия Ивановна Савич-Любицкая Lydia Ivanovna Savicz-Lubitskaya) (* 12. Oktoberjul. / 24. Oktober 1886greg. in Dünaburg; † 18. September 1982) war eine russisch-sowjetische Bryologin.
Ihre botanischen Autorenkürzel lauten „Ljubitsk.“ und „L.I.Savicz“.

## Leben
Ljubizkaja, Tochter eines Lehrers, besuchte das Minsker Gymnasium und unterrichtete dann am Mädchenprogymnasium und der Sechsklassen-Jungenschule. Ab 1908 studierte sie in St. Petersburg in den Höheren Kursen für Frauen. Gleichzeitig begann sie als Präparatorin der Kamtschatka-Expedition zu arbeiten.
1912 wurde Ljubizkaja auf Initiative Woldemar Tranzschels und mit Vermittlung Wladimir Leontjewitsch Komarows Mitarbeiterin des Botanischen Museums in St. Petersburg (seit 1931 Komarow-Institut für Botanik der Akademie der Wissenschaften der UdSSR). Ab 1913 arbeitete sie auch im St. Petersburger Kaiserlichen Botanischen Garten. 1914 veröffentlichte sie ihre ersten bryologischen und lichenologischen Arbeiten. Im September 1915 sammelte sie zusammen mit ihrem Mann Wsewolod Pawlowitsch Sawitsch in der Umgebung Kislowodsks Moose. Sie entdeckten insgesamt 24 Moos- und 2 Lebermoos-Arten, die W. P. Sawitsch in einer ersten Veröffentlichung und sie selbst als L. I. Sawitsch in einer zweiten Veröffentlichung nach der Oktoberrevolution beschrieb.
Nach der Oktoberrevolution reiste Ljubizkaja viel und war in Karelien, auf der Halbinsel Kola, im Nordkaukasus, auf der Krim und in Zentralrussland sowie in Kasan tätig. Ein Forschungsschwerpunkt Ljubizkajas wurden die Sphagnopsida.
Während des Deutsch-Sowjetischen Kriegs untersuchte Ljubizkaja Torfmoose für die Anwendung als Verbandsstoff, der dann in großem Umfang in Krankenhäusern verwendet wurde.
Nach dem Krieg führte Ljubizkaja bryologische Untersuchungen insbesondere in Aserbaidschan und Georgien durch. In ihren Veröffentlichungen benutzte sie nun den Namen L. I. Sawitsch-Ljubizkaja. Sie war Doktorin der biologischen Wissenschaften.
1963 ging Ljubizkaja in Pension und arbeitete weiter als Beraterin. Ab 1979 lebte sie in einem Heim in Puschkin. Ihre letzte wissenschaftliche Arbeit veröffentlichte sie 1976. Zuletzt arbeitete sie an der Niederschrift ihrer Autobiografie.

## Nach Lidija Sawitsch-Ljubizkaja benannte Arten
- Lydiaea Laz., 1959 (= Tortula Hedw., 1801, nom. cons.)
- Saviczia Abramova & I.I.Abramov, 1966 (= Plagiothecium Schimp., 1851)

## Ehrungen, Preise
- Leninorden
- Orden des Roten Banners der Arbeit (1945)
- Medaille „Für die Verteidigung Leningrads“
- Medaille „Für heldenmütige Arbeit im Großen Vaterländischen Krieg 1941–1945“